# Gudrun Bröchler-Neumann
Gudrun Bröchler-Neumann (* 30. Juni 1937 in Hainsberg, Amtshauptmannschaft Dresden; † 18. August 2013 in Finsterwalde) war eine deutsche Malerin und Grafikerin.

## Leben und Werk
Gudrun Bröchler-Neumann machte von 1953 bis 1955 in der Sächsischen Porzellanfabrik in Freital-Potschappel eine Lehre als Porzellanmalerin. Von 1956 bis 1961 studierte sie bei Erich Fraaß und Heinz Lohmar im Fach Wandmalerei an der Hochschule für Bildende Künste Dresden. Seit dem Studienabschluss arbeitete sie als freischaffende Künstlerin, bis 1970 in Lübbenau, dann bis 1976 in Cottbus und ab 1976 in der ländlichen Abgeschiedenheit des Flämings in Sellendorf. Zeit ihres Lebens war sie eine der Heimat und Natur tief verbundene Künstlerin. Wiederholt reiste sie nach Kreta, wo sie poetische Landschaftsbilder, Stillleben und Porträts schuf.
Gudrun Bröchler-Neumann gehörte zu den bedeutendsten Malerinnen der Lausitz. Sie schuf insbesondere Ölgemälde, Pastelle, Holzschnitte und Aquarelle, befasste sich aber auch mit Steinhauerei und Wollverarbeitung. Vor allem in den früheren Schaffensjahren führte sie eine Reihe baugebundener Auftragswerke aus. Ihre ersten Arbeiten waren Aufträge für das Kraftwerk Lübbenau.
Gudrun Bröchler-Neumann war 1962 auf der V. und 1972 auf der VII. Kunstausstellung der DDR in Dresden vertreten und hatte eine Anzahl weiterer Ausstellungsbeteiligungen und Einzelausstellungen im In- und Ausland. 1977 erhielt sie die Verdienstmedaille der DDR.
Nach einer schweren Herz-Operation verbrachte sie ihre letzten Lebensmonate in Lieskau bei ihrer jüngsten Tochter Jana Zadow-Dorr, die auch ihren künstlerischen Nachlass betreut.
Werke von Gudrun Bröchler-Neumann befinden sich u. a. in der Kunstsammlung Lausitz in Senftenberg.
Seit dem 16. November 2023 ist Gudrun Bröchler-Neumann mit einem „Nachlassverzeichnis Malerei“ in der Datenbank des Vereins Private Künstlernachlässe im Land Brandenburg e.V. vertreten.

## Mitgliedschaften
- Bis 1990 Mitglied im Verband Bildender Künstler der DDR
- Mitglied der GEDOK Brandenburg e. V.

## Werke (Auswahl)

### Tafelbilder
- Erntepause (Öl; Kunstarchiv Beeskow)[5]
- Junge Frau an der Spree (1974, Öl, 83 × 108 cm)[6]
- Selbstbildnis (Öl)[7]
- Gelbes Haus mit Garten inmitten kretischer Berge (um 2003, Öl)[8]

### Druckgrafik
- Immer lebe die Sonne (1971, aus einer Folge von Radierungen; auf der VII. Kunstausstellung der DDR)[9]

### Baubezogenes Werk
- o. T. / Völkerfreundschaft der Kinder (1959/1960; Wandbild; heutiges Marie-Curie-Gymnasium Dresden)[10]

## Literarische Veröffentlichungen
- Der Anemonenhügel und Anderes auf meinem Weg. Gedichte, Erzählungen, Zeichnungen. Eigenverlag. 2008

## Einzelausstellungen (unvollständig)
- 1970 Freital, Haus der Heimat (mit Ingeborg Lahl-Grimmer)
- 1982 Cottbus, Galerie Carl Blechen
- 1987 Lübbenau, Spreewaldmuseum
- 1987 Freital, Haus der Heimat
- 1987 Luckau, Museum
- 2013/2014 Senftenberg, Kunstsammlung Lausitz im Schloss Senftenberg
- 2015 Cottbus, Galerie Ebert
- 2016 Massen, Gemeindesaal (Nu – ein kurzer Blick in das Lebenswerk von Gudrun Bröchler-Neumann)
- 2017 Rabenau, Deutsches Stuhlbaumuseum